# Biên Giang
Biên Giang là một phường thuộc quận Hà Đông, thành phố Hà Nội, Việt Nam.

## Địa lý
Phường Biên Giang là địa phương duy nhất của quận Hà Đông nằm ở hữu ngạn sông Đáy, có địa giới hành chính:
- Phía Đông giáp phường Đồng Mai
- Phía Tây và phía nam giáp các xã Phụng Châu, xã Thụy Hương và thị trấn Chúc Sơn, Chương Mỹ
- Phía bắc giáp phường Yên Nghĩa.

Phường Biên Giang có diện tích 2,36 km², dân số năm 2021 là 8.350 người, mật độ dân số đạt 3.538 người/km².

## Lịch sử
Trước đây, Biên Giang từng là một xã thuộc huyện Thanh Oai.
Ngày 4 tháng 1 năm 2006, Chính phủ ban hành Nghị định 01/2006/NĐ-CP. Theo đó:
- Sáp nhập 67,64 ha diện tích tự nhiên và 1.097 nhân khẩu của thôn Phượng Bãi, xã Phụng Châu, huyện Chương Mỹ vào xã Biên Giang
- Chuyển toàn bộ diện tích và dân số của xã Biên Giang về thị xã Hà Đông quản lý.

Sau khi điều chỉnh địa giới hành chính, xã Biên Giang có 270,30 ha diện tích tự nhiên và 5.942 người.
Ngày 27 tháng 12 năm 2006, xã Biên Giang thuộc thành phố Hà Đông mới thành lập.
Ngày 8 tháng 5 năm 2009, Chính phủ ban hành Nghị quyết 19/NQ-CP. Theo đó, thành lập quận Hà Đông trên cơ sở toàn bộ diện tích, dân số của quận Hà Đông và thành lập phường Biên Giang thuộc quận Hà Đông trên cơ sở toàn bộ diện tích, dân số của xã Biên Giang.
Sau khi thành lập, phường Biên Giang có 236,05 ha diện tích tự nhiên, dân số là 6.299 người.

## Cơ sở hạ tầng

### Khu công nghiệp
Cụm công nghiệp Biên Giang do chủ đầu tư là Ban quản lý dự án đầu tư xây dựng quận Hà Đông có quy mô hơn 30,7 ha được thành lập vào cuối năm 2017. Đây là cụm công nghiệp nhiều ngành nghề nhằm mục đích thu hút các doanh nghiệp, công ty, hộ sản xuất kinh doanh, cơ sở dịch vụ phục vụ sản xuất công nghiệp vào thuê đất kinh doanh và phát triển kinh tế địa phương.

### Hệ thống xe buýt
Phường Biên Giang cách BX Yên Nghĩa 3 km về phía Đông.

#### Các tuyến xe buýt hoạt động:
| Tuyến xe buýt                                    | Ghi chú                                                        | Lộ trình |
| ------------------------------------------------ | -------------------------------------------------------------- | --- |
| 37(Bến xe Giáp Bát - Chương Mỹ)                  |                                                                | Chiều đi: Bến xe Giáp Bát - Giải Phóng - Kim Đồng - quay đầu tại phố Kim Đồng - Giải Phóng - đường Hoàng Liệt - KĐT Linh Đàm - Nguyễn Duy Trinh - Nguyễn Hữu Thọ - Cầu Dậu - Kim Giang - Đường Cầu Bươu - Viện 103 - Phùng Hưng (Hà Đông) - Cầu Đen - Tô Hiệu - Quang Trung (Hà Đông) - Ba La - Quốc Lộ 6 - Yên Nghĩa - Đồng Mai - Cầu Mai Lĩnh - Biên Giang - Chương Mỹ Chiều về: Chương Mỹ - Biên Giang - Cầu Mai Lĩnh - Đồng Mai - Yên Nghĩa - Quốc lộ 6 - Ba La - Quang Trung (Hà Đông) - Tô Hiệu - Cầu Đen - Phùng Hưng (Hà Đông) - Viện 103 - Đường Cầu Bươu - Kim Giang - Cầu Dậu - Nguyễn Hữu Thọ - Nguyễn Duy Trinh - Khu đô thị Linh Đàm - đường Hoàng Liệt - Ngọc Hồi - Quay đầu tại cty ABB - Ngọc Hồi - Giải Phóng - Bến xe Giáp Bát                                          |
| 57(Nam Thăng Long - KCN Phú Nghĩa)               |                                                                | Chiều đi: Khu đô thị Mỹ Đình II - Nguyễn Cơ Thạch - Hồ Tùng Mậu - Quốc lộ 32 - Ngã tư Xuân Phương - Cầu vượt TL 70 - Tây Mỗ - Ngọc Trục(Đường 70) -Vạn Phúc - Chu Văn An (Hà Đông) - Quang Trung (Hà Đông) - Ba La - Quốc Lộ 6 - Yên Nghĩa - Đồng Mai - Cầu Mai Lĩnh - Biên Giang - Chúc Sơn - Khu công nghiệp Phú Nghĩa Chiều về: Khu công nghiệp Phú Nghĩa (đường nội bộ KCN Phú Nghĩa) - Chúc Sơn - Biên Giang - Cầu Mai Lĩnh - Đồng Mai - Quốc Lộ 6 -Yên Nghĩa - Ba La - Quang Trung (Hà Đông) - Vạn Phúc - Đại Mỗ - Tây Mỗ -Xuân Phương - Ngã tư Xuân Phương - Quốc lộ 32 - Hồ Tùng Mậu - Nguyễn Cơ Thạch - Khu đô thị Mỹ Đình II |
| 71B(Bến xe Mỹ Đình - Xuân Mai)                   |                                                                | Chiều đi: Bến xe Mỹ Đình - Phạm Hùng - Mễ Trì - Lê Quang Đạo - Đại Lộ Thăng Long - Quốc lộ 21A - Ngã 3 Xuân Mai - Quốc lộ 6 - Thị trấn Xuân Mai Chiều về: Thị trấn Xuân Mai - Quốc lộ 6 - Ngã 3 Xuân Mai - Quốc lộ 21A - Đại lộ Thăng Long - Lê Quang Đạo - Mễ Trì - Phạm Hùng (Quay đầu tại đối diện bưu cục Thăng Long) - Bến xe Mỹ Đình |
| 72(Bến xe Yên Nghĩa - Xuân Mai)                  |                                                                | Chiều đi: Yên Nghĩa - Biên Giang - Quốc Lộ 6 Chiều về: Quốc Lộ 6 - Biên Giang - Yên Nghĩa |
| 81(Xuân Mai - BX Hương Sơn)                      |                                                                | Chiều đi: Nhà máy thức ăn chăn nuôi CP Việt Nam – Xuân Mai – Đường mòn Hồ Chí Minh – Miếu Môn – ngã 3 Phúc Lâm – Kênh Đào – Hồng Sơn – Tế Tiêu – bệnh viện Hà – Sêu – Vạn Kim – Đốc Tín – BX Hương Sơn Chiều về: BX Hương Sơn – Đốc Tín – Vạn Kim – Sêu – Bệnh viện Hà – Tế Tiêu – Hồng Sơn – Kênh Đào – ngã 3 Phúc Lâm – Miếu Môn – Đường mòn Hồ Chí Minh – Xuân Mai – Nhà máy thức ăn chăn nuôi CP Việt Nam |
| 87(Bến xe Mỹ Đình - Quốc Oai - Xuân Mai)         |                                                                | Chiều đi: Bến xe Mỹ Đình - Phạm Hùng - Đại lộ Thăng Long (làn đường gom) - Cầu vượt Hoàng Xá (thị trấn Quốc Oai) - Quốc Oai - Thạch Thán - Tỉnh lộ 421B - Quốc lộ 6 - Xuân Mai Chiều về: Xuân Mai - Quốc lộ 6 - Tỉnh lộ 421B - Thạch Thán - Quốc Oai - Đại lộ Thăng Long (làn đường gom) - Phạm Hùng - Quay đầu tại ngã 4 Phạm Hùng, Tôn Thất Thuyết - Phạm Hùng - Bến xe Mỹ Đình |
| 88(Bến xe Mỹ Đình - Hòa Lạc - Xuân Mai)          |                                                                | Chiều đi: Bến xe Mỹ Đình - Phạm Hùng - Mễ Trì - Lê Quang Đạo - Đại lộ Thăng Long (làn đường gom) - Nút giao Hòa Lạc - Quốc lộ 21B - đường Hồ Chí Minh - Xuân Mai Chiều về: Xuân Mai - đường Hồ Chí Minh - Quốc lộ 21B - Đại lộ Thăng Long (làn đường gom) - Lê Quang Đạo - Mễ Trì - Phạm Hùng - Quay đầu tại ngã 4 Phạm Hùng, Tôn Thất Thuyết - Phạm Hùng - Bến xe Mỹ Đình |
| 102(Bến xe Yên Nghĩa - Vân Đình)                 |                                                                | Chiều đi: Bến xe Yên Nghĩa - Quang Trung (Hà Đông) - Cầu Mai Lĩnh - Biên Giang (Hà Đông) - Quốc lộ 6 - Thị Trấn Chúc Sơn - Bắc Sơn - Hòa Sơn - Yên Sơn - Tỉnh lộ 419 - Cầu Hạ Dục - Đường Phúc Lâm, Hạ Dục - Tỉnh lộ 429 - Cầu Ba Thá - Tỉnh lộ 429B - Cầu Lão - Quốc lộ 21B - Lê Lợi (Vân Đình) - Vân Đình Chiều về: Vân Đình - Lê Lợi (Vân Đình) - Quốc lộ 21B - Cầu Lão - Tỉnh lộ 429B - Tỉnh lộ 429 - Cầu Ba Thá - Tỉnh lộ 429 - Đường Phúc Lâm, Hạ Dục - Cầu Hạ Dục - Tỉnh lộ 419 - Thị trấn Chúc Sơn - Yên Sơn - Hòa Sơn - Bắc Sơn - Quốc lộ 6 - Biên Giang (Hà Đông) - Cầu Mai Lĩnh - Quang Trung (Hà Đông) - Bến xe Yên Nghĩa |
| 114(Bến xe Yên Nghĩa - Miếu Môn)                 |                                                                | Chiều đi: Bến xe Yên Nghĩa - Quang Trung (Hà Đông) - Cầu Mai Lĩnh - Biên Giang (Hà Đông) - Quốc lộ 6 - Thị Trấn Chúc Sơn - Bắc Sơn - Hòa Sơn - Yên Sơn -... - Miếu Môn Chiều về: Miếu Môn -... - Thị trấn Chúc Sơn - Yên Sơn - Hòa Sơn - Bắc Sơn - Quốc lộ 6 - Biên Giang (Hà Đông) - Cầu Mai Lĩnh - Quang Trung (Hà Đông) - Bến xe Yên Nghĩa |
| 115 (Thị trấn Vân Đình - Xuân Mai)               |                                                                | Chiều đi: Xuân Mai (Trường Cao đẳng Cộng đồng Hà Tây) - Đường Hồ Chí Minh - Miếu Môn - Tỉnh lộ 429 - Cầu Ba Thá - Tỉnh lộ 419 - Tỉnh lộ 429B - Ngã 4 phố Vác - Quốc lộ 21B - Lê Lợi (Vân Đình) - Vân Đình (Trung tâm Thương mại thị trấn Vân Đình) Chiều về: Vân Đình (Trung tâm Thương mại thị trấn Vân Đình) - Lê Lợi (Vân Đình) - Quốc lộ 21B - Ngã 4 phố Vác - Tỉnh lộ 429B - Tỉnh lộ 419 - Cầu Ba Thá - Tỉnh lộ 429 - Miếu Môn - Đường Hồ Chí Minh - Xuân Mai (Trường Cao đẳng Cộng đồng Hà Tây) |
| 116 (Yên Trung - KCN Phú Nghĩa)                  |                                                                | Chiều đi: Yên Trung (UBND xã Yên Trung - Thạch Thất) - Tỉnh lộ 446 - Ngã 4 Vai Réo - Vai Réo - Nông Lâm - Phú Cát - Tuyết Nghĩa - Trại Ro - Cấn Hữu - Ngã 4 Cấn Thượng (giao với Tỉnh lộ 421B) - Đông Sơn - Ngã 3 Yên Kiện - Quốc lộ 6 - KCN Phú Nghĩa (Ngã 4 đường Thanh Niên, Hạnh Phúc - KCN Phú Nghĩa) Chiều về: KCN Phú Nghĩa (Ngã 4 đường Thanh Niên, Hạnh Phúc - KCN Phú Nghĩa) - Quốc lộ 6 - Ngã 3 Yên Kiện - Đông Sơn - Ngã 4 Cấn Thượng (giao với Tỉnh lộ 421B) - Cấn Hữu - Trại Ro - Tuyết Nghĩa - Phú Cát - Nông Lâm - Vai Réo - Ngã 4 Vai Réo - Tỉnh lộ 446 - Yên Trung (UBND xã Yên Trung - Thạch Thất) |
| 124 (BX Yên Nghĩa - Chúc Sơn - Thị trấn Kim Bài) |                                                                | Chiều đi: Bến xe Yên Nghĩa - Quốc lộ 6 - Thị trân Chúc Sơn - đường đê (đi qua các xã Thụy Hương, Lam Điền, Hoàng Diệu, Thượng Vực, Văn Võ, (Chương Mỹ); các xã Phương Trung, Kim Thư (Thanh Oai) - Kim Bài (phía trước Bách hóa tổng hợp thị trấn Kim Bài). Chiều về: Thị trấn Kim Bài (phía trước Bách hóa tổng hợp thị trấn Kim Bài) - đường đê (đi qua các xã Thụy Hương, Lam Điền, Hoàng Diệu, Thượng Vực, Văn Võ (Chương Mỹ); các xã Phương Trung, Kim Thư (Thanh Oai) - Thị trấn Chúc Sơn - Quốc lộ 6 - Bến xe Yên Nghĩa |
| CNG07(Bến xe Yên Nghĩa - Hoài Đức)               | Dịp hội chùa Trăm Gian sẽ đi đường tránh vòng qua Phượng Nghĩa | Chiều đi: Quốc lộ 6 - Cầu Mai Lĩnh - Biên Giang - Phượng Bãi - Chùa Trầm - Tỉnh lộ 419 - Chùa Trăm Gian - Tỉnh lộ 419 - Thị trấn Quốc Oai - Cầu vượt Hoàng Xá - Đường ven Khu Đô thị Sunny Garden - Đường nội bộ Khu Du lịch Tuần Châu Ecopark - Đường vành đai Khu Di tích chùa Thầy - Tỉnh lộ 421B - Đê Song Phương - Tỉnh lộ 422 - Ngã tư Sơn Đồng - Tỉnh lộ 422 - Quốc lộ 32 Chiều về: Hoài Đức (Bến xe Hoài Đức) - Quốc lộ 32 - Tỉnh lộ 422 - Ngã tư Sơn Đồng - Tỉnh lộ 422 - Đê Song Phương - Tỉnh lộ 421B - Đường vành đai KDT chùa Thầy - Đường nội bộ KDL Tuần Châu Ecopark - Đường ven KĐT Sunny Garden - Cầu vượt Hoàng Xá - Thị trấn Quốc Oai - Tỉnh lộ 419 - Chùa Trăm Gian - Tỉnh lộ 419 - Chùa Trầm - Phượng Bãi - Biên Giang - Cầu Mai Lĩnh - Quốc lộ 6 - Bến xe Yên Nghĩa |
| 05(TP. Hòa Bình - Bến xe Yên Nghĩa)              | Đây là tuyến buýt không trợ giá                                | Bến xe khách Bình An (thành phố Hoà Bình) – Cầu Hòa Bình – Đường Cù Chính Lan – Đường An Dương Vương – Đường Trần Hưng Đạo – Bến xe khách Trung tâm Hòa Bình – Đường Trần Hưng Đạo – Quốc lộ 6 – Khu Công nghiệp Lương Sơn – Quốc lộ 6 – Xuân Mai – Chúc Sơn – Bến xe Yên Nghĩa |